# Molliens-Dreuil
Molliens-Dreuil é uma comuna francesa na região administrativa de Altos da França, no departamento de Somme. Estende-se por uma área de 22,8 km². Em 2010 a comuna tinha 980 habitantes (densidade: 43 hab./km²).